# Concours mondial du savagnin
Le concours mondial du savagnin est un concours des vins annuel, fondé en 2014 par l’association des œnophiles et dégustateurs du Jura à Lons-le-Saunier (préfecture du Jura), pour promouvoir le cépage savagnin et sélectionner et récompenser les meilleurs vins du monde à base de ce cépage.  

## Historique
Le savagnin est un cépage de la famille des traminers, cultivé de très longue date dans les pays germaniques. À ce jour, il est majoritairement cultivé dans le vignoble du Jura (dont il est le cépage le plus typique), et également en moindre mesure dans de nombreux vignobles du monde dont principalement les vignobles alsacien, allemand et autrichien sous le nom de weisser-traminer, dans le vignoble suisse du Haut-Valais sous le nom de heida pour élaborer du vin païen ... Il est également présent dans le vignoble australien, longtemps confondu avec du cépage alvarinho.

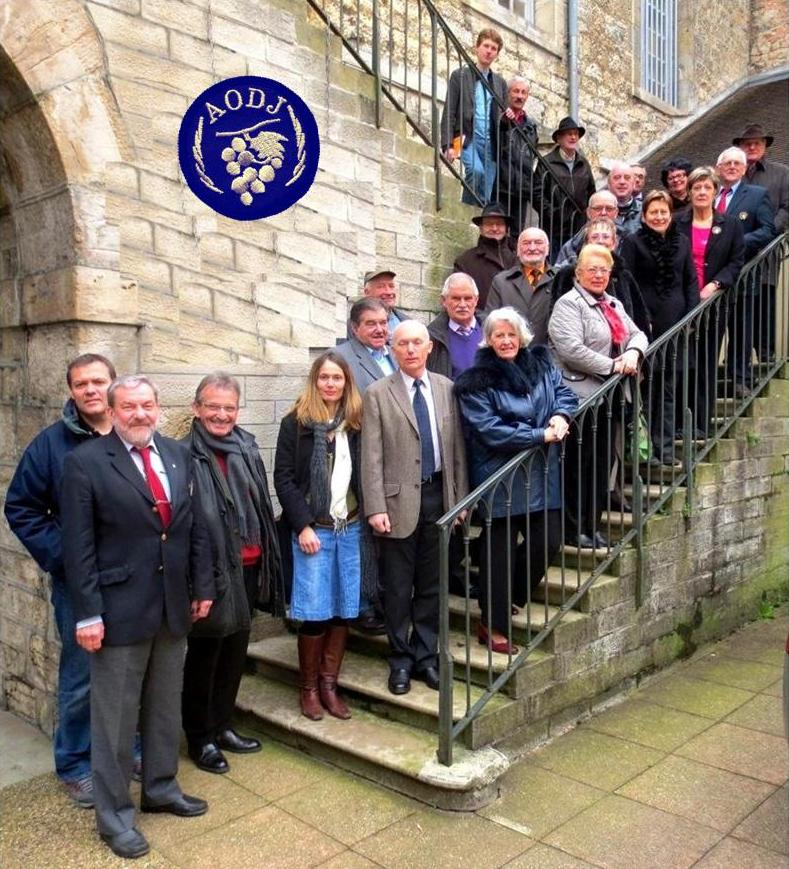
AODJ en 2014
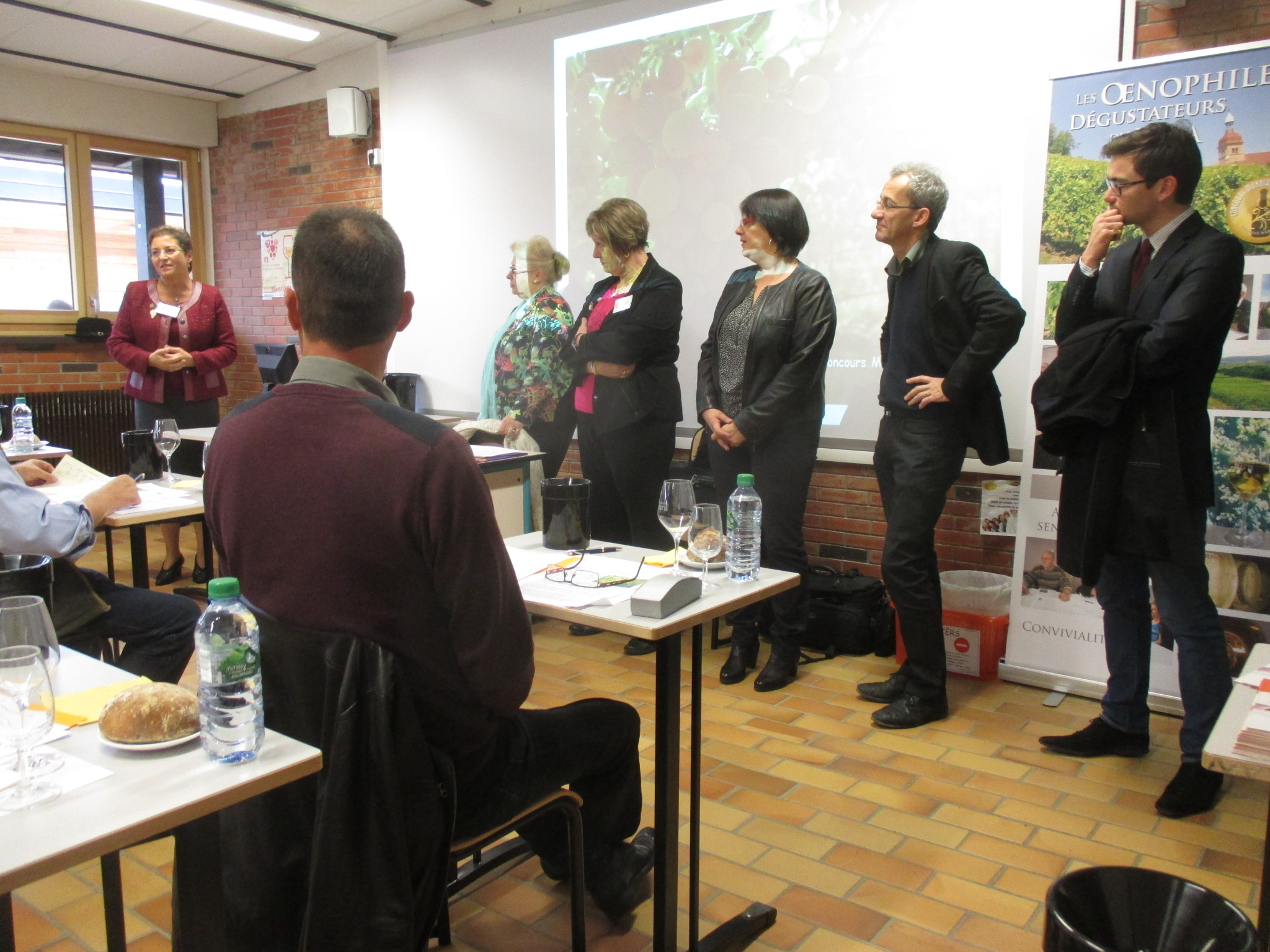
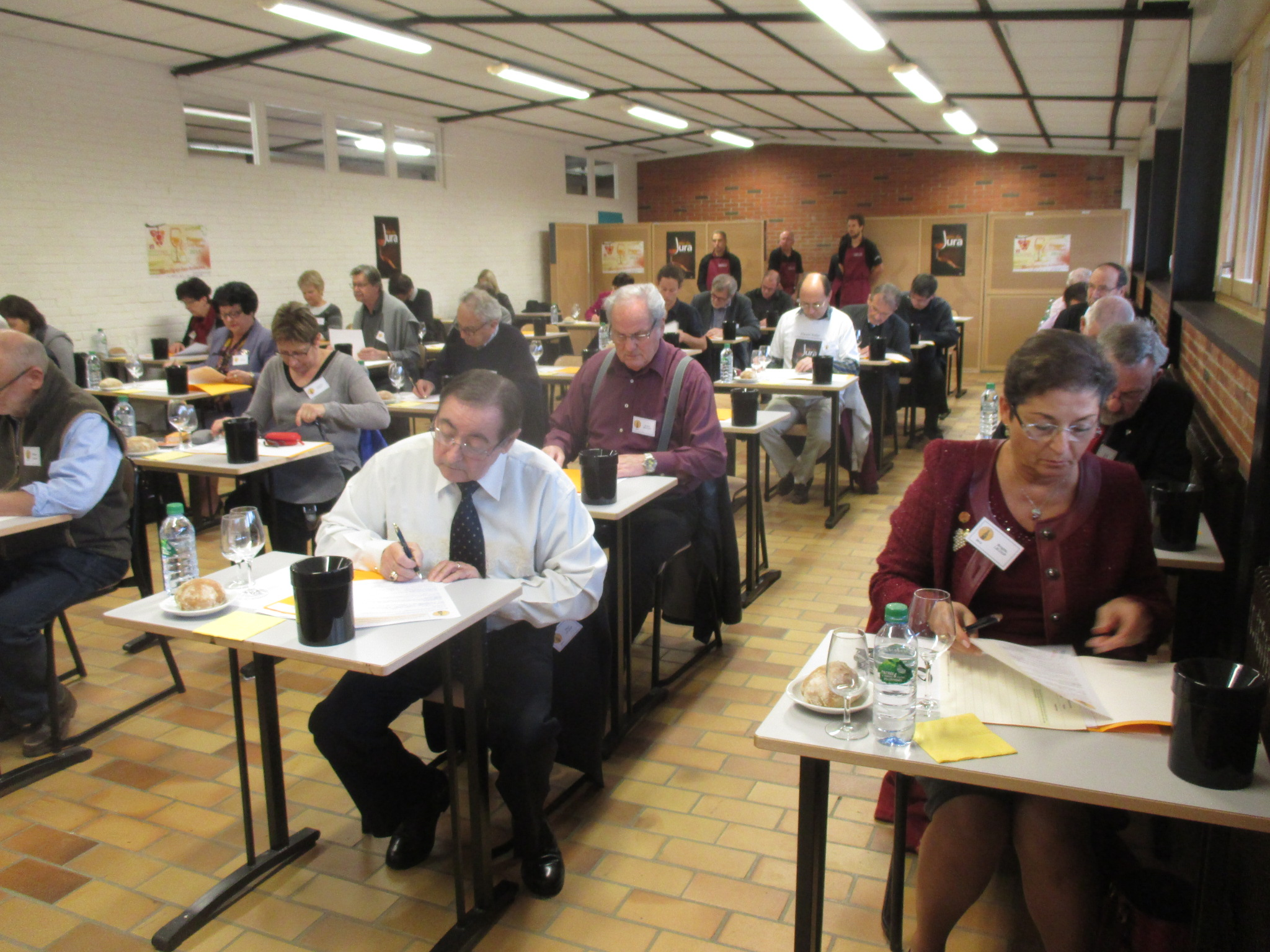

En 2014 l’association des œnophiles et dégustateurs du Jura, association bachique du vignoble du Jura fondée en 2004, organise le 17 novembre la première session de ce concours annuel, au lycée agricole / viticole de Montmorot / Lons-le-Saunier, capitale du Jura, pour promouvoir le savagnin et sélectionner et récompenser les meilleurs vins du monde contenant au moins 85 % de ce cépage.

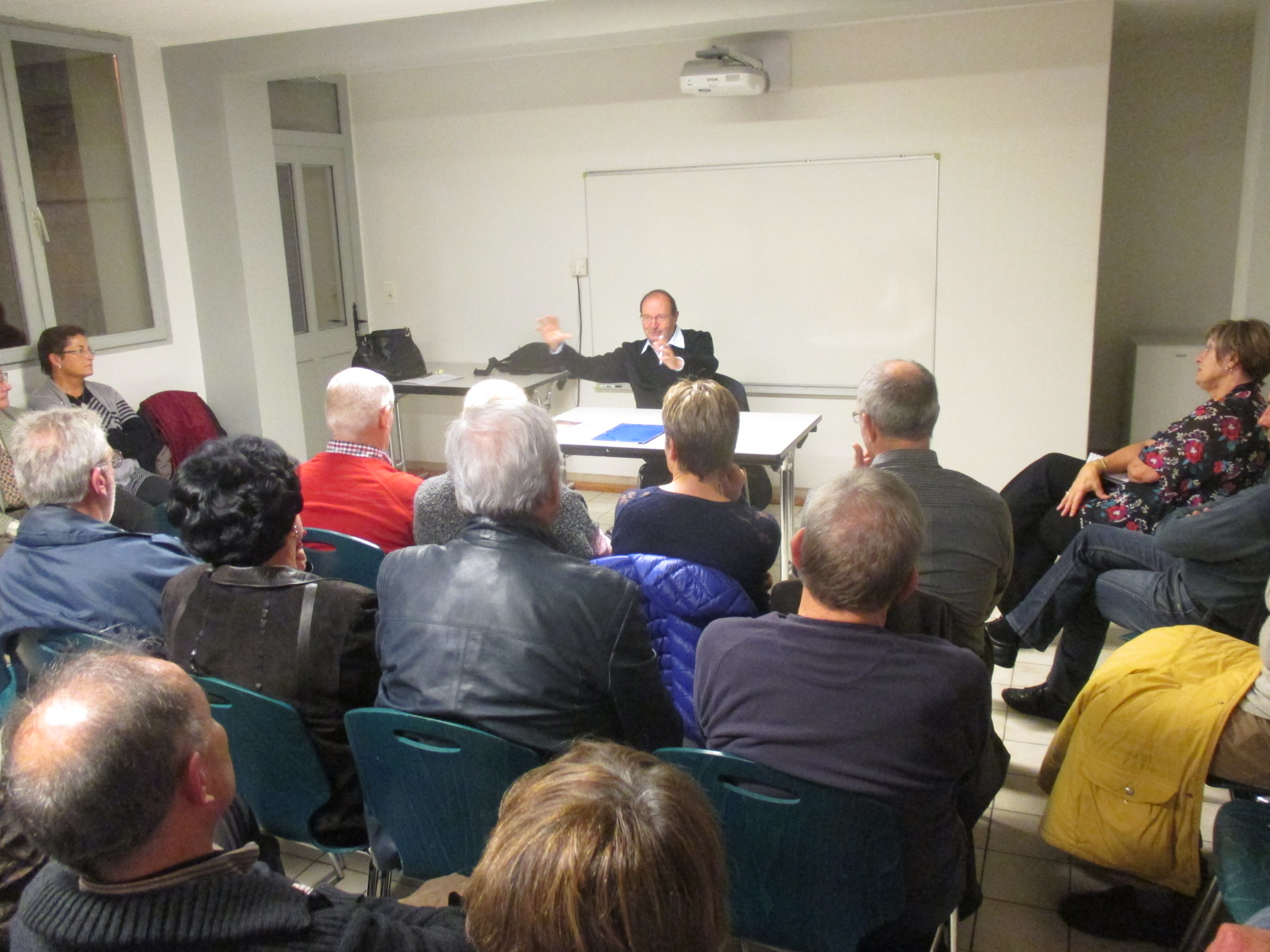
Conférence sur le vignoble jurassien, hier et aujourd'hui par l'historien Michel Vernus
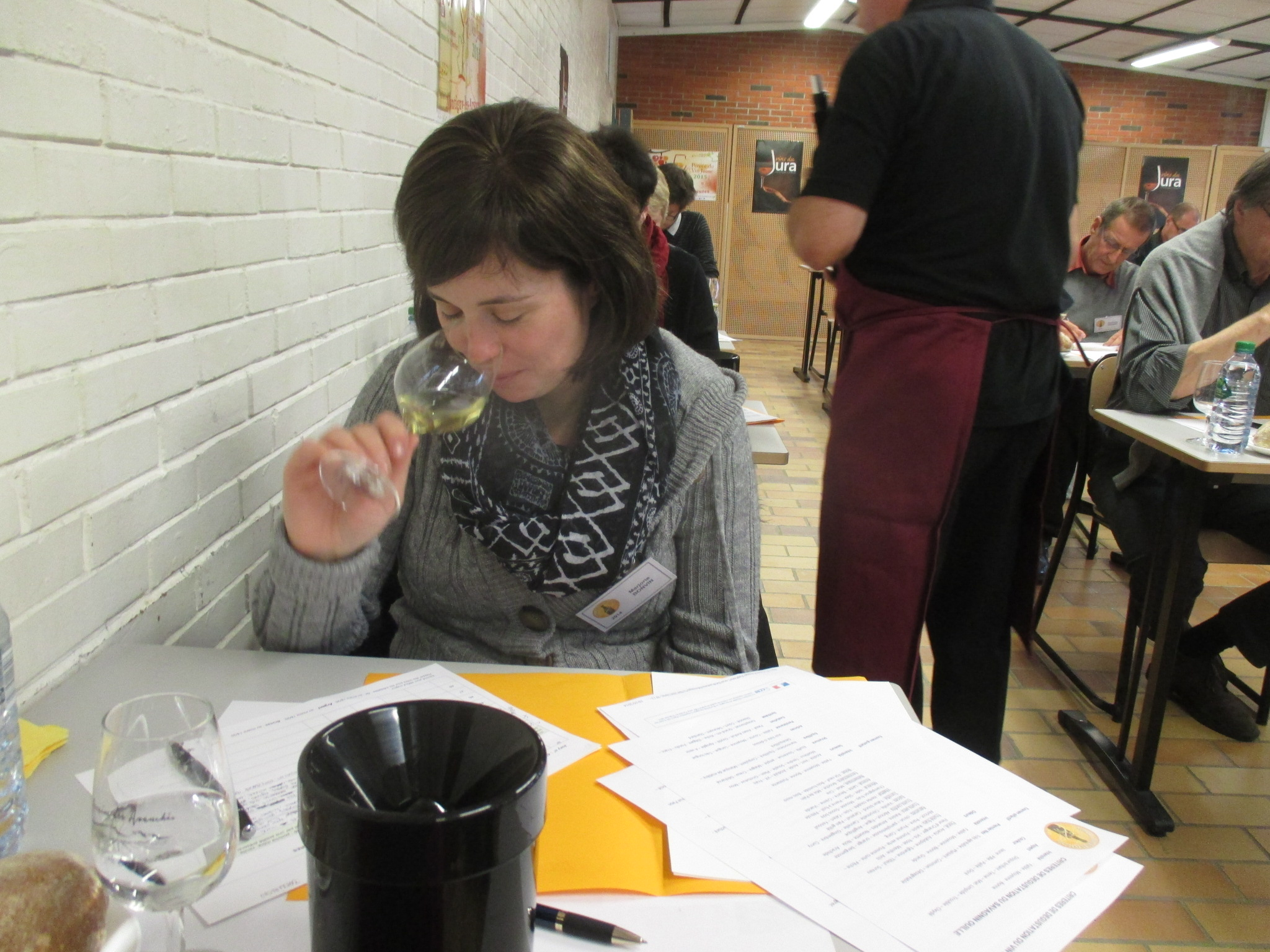
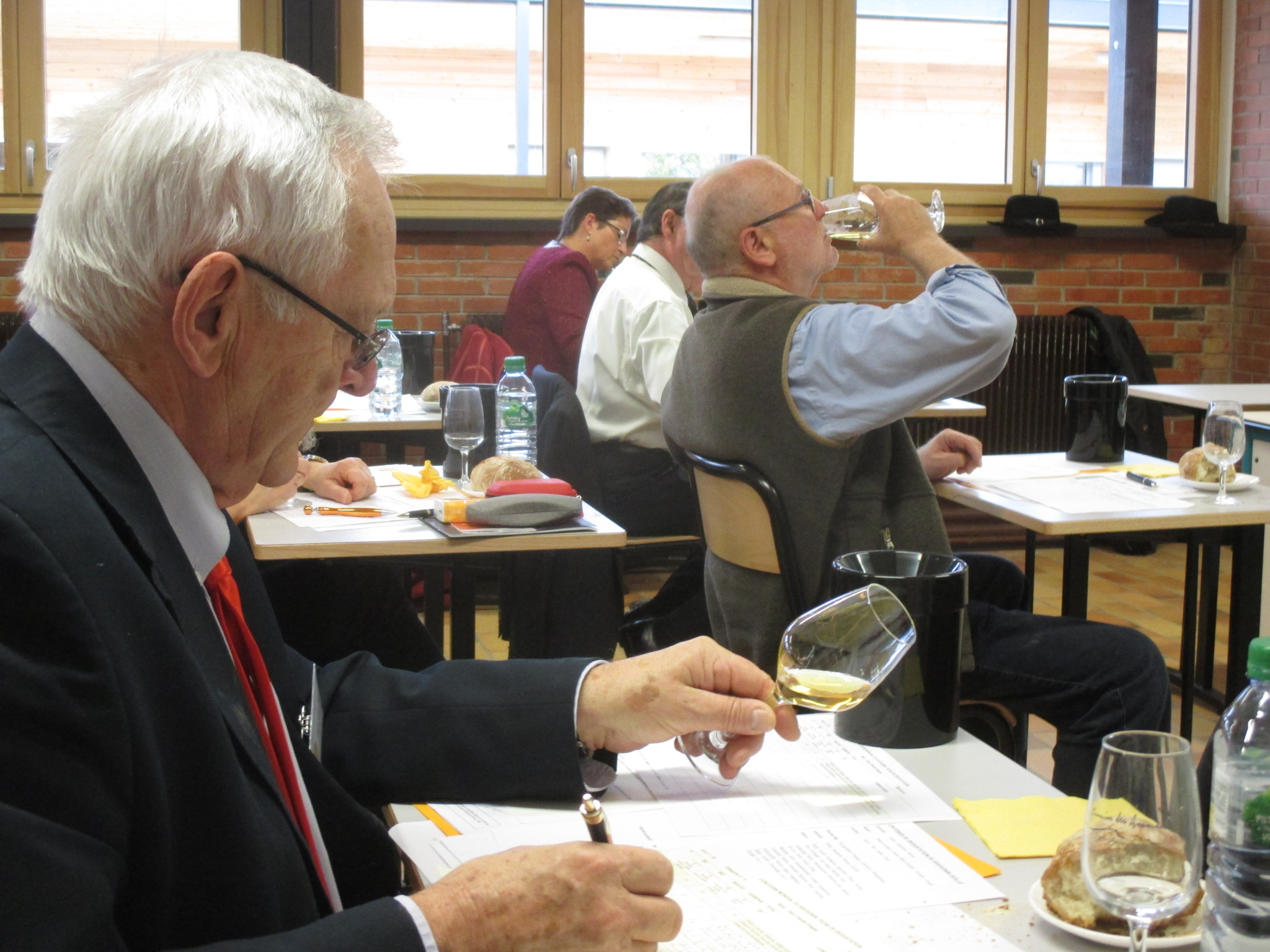
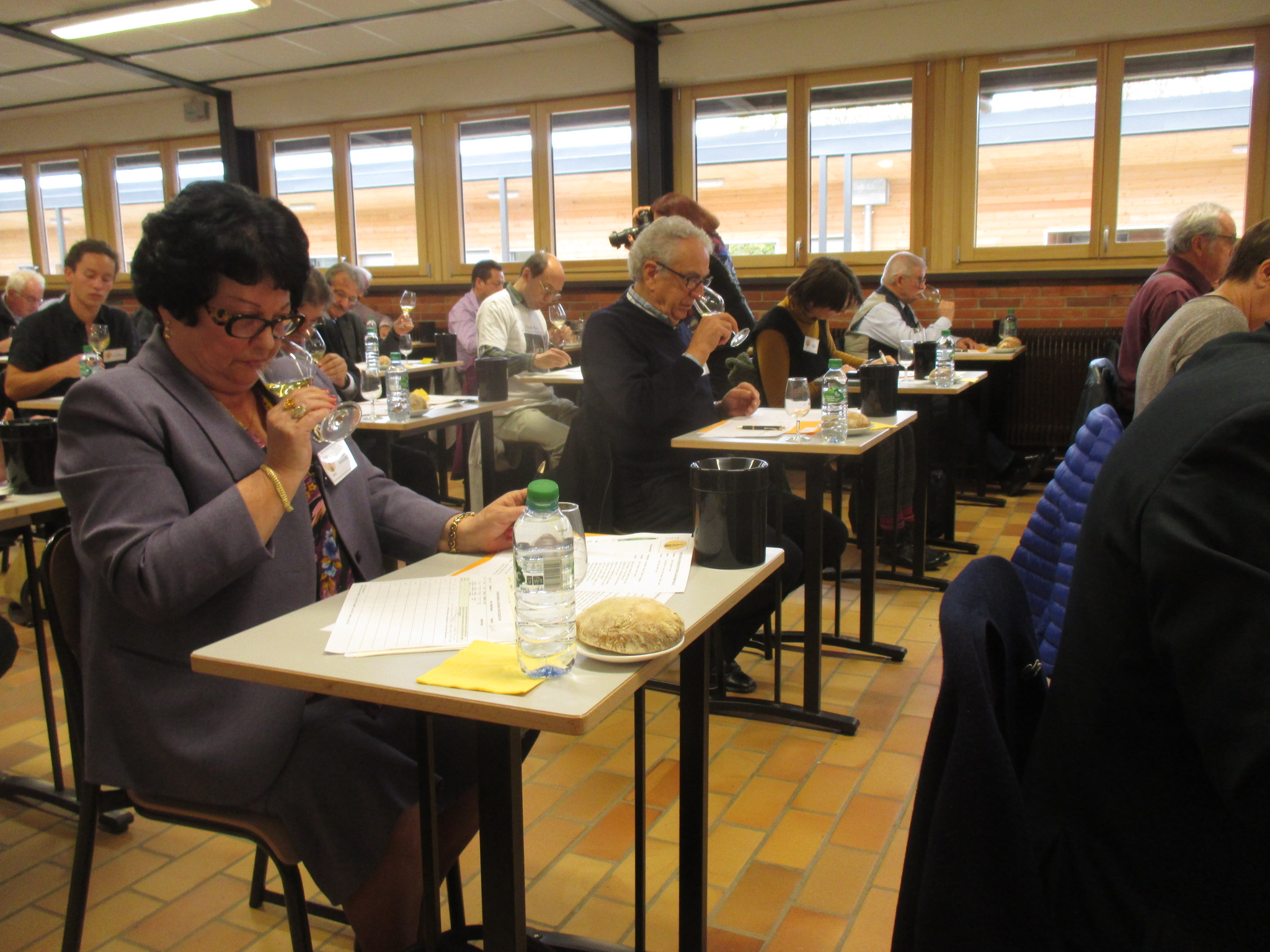
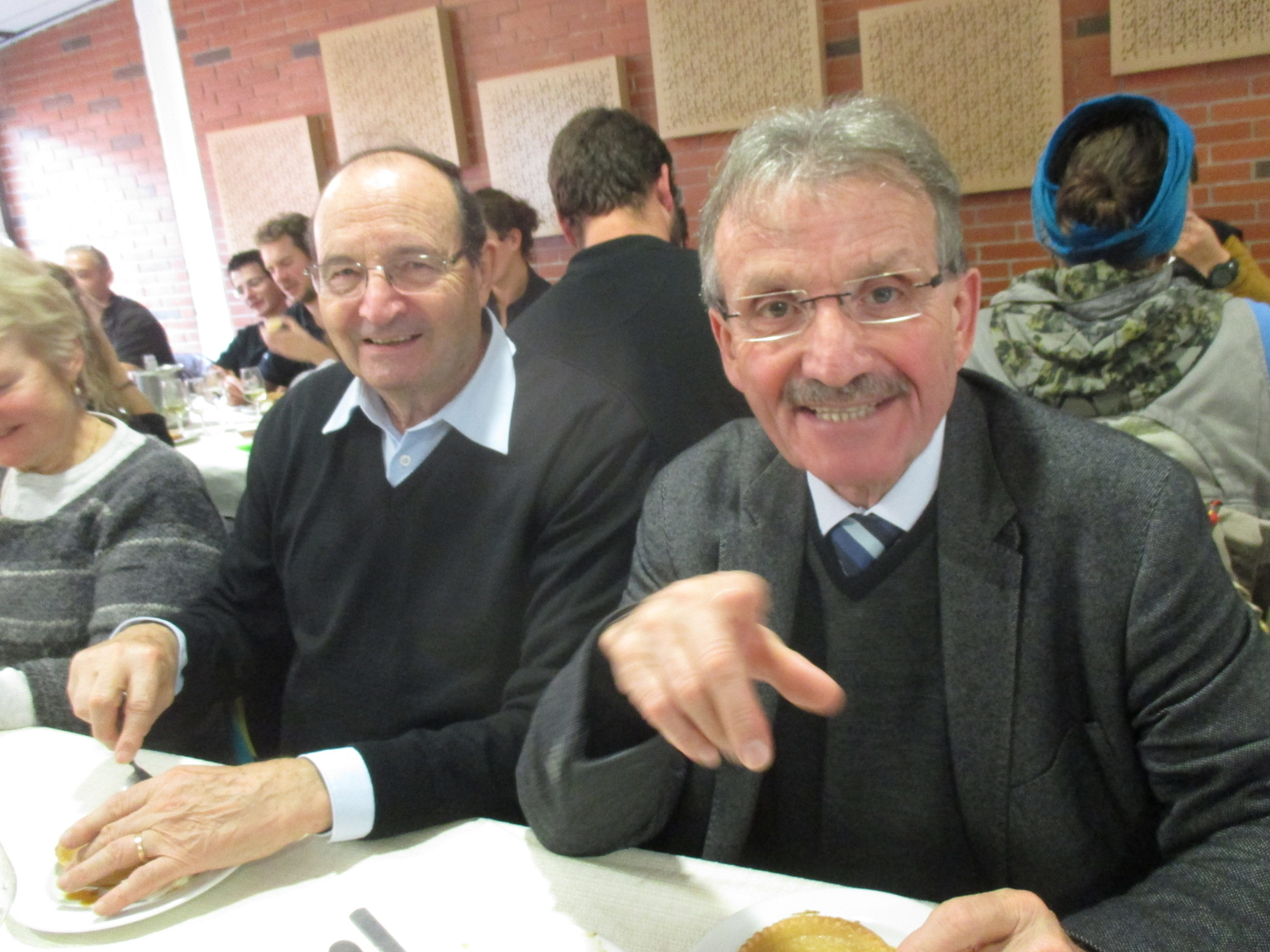
Les jurys écrivains Michel Vernus et Michel Clerc

La dégustation du vin présenté est faite à l'aveugle par un jury composé de 35 membres, professionnels du monde du vin (viticulteur, œnologue, sommelier ... ) et œnophiles (membres de l’association des œnophiles et dégustateurs du Jura, de clubs de dégustation, journaliste ...), dans les catégories : savagnin ouillé, savagnin sous voile, vin jaune, Château-chalon (AOC) et autres spécialités ...

## Présidents d'honneur
- 2014 : Brigitte Leloup, sommelière fondatrice de l'Association des sommeliers d'Europe [3], présidée par le sommelier Thierry Corona.